# Corey Allen
Pour les articles homonymes, voir Allen.
Corey Allen est un réalisateur, acteur, scénariste et producteur américain né le 29 juin 1934 à Cleveland dans l'Ohio (États-Unis) et mort le 27 juin 2010.

## Filmographie

### Acteur

#### Cinéma

##### Longs métrages
- 1955 : La Nuit du chasseur (The Night of the Hunter) de Charles Laughton : Macijah Blake
- 1955 : La Fureur de vivre (Rebel Without a Cause) de Nicholas Ray : Buzz Gunderson
- 1957 : Le Grand Coup (The Big Caper) de Robert Stevens : Roy
- 1957 : Echec au gang (The Shadow on the Window) de William Asher : Gil Ramsby
- 1958 : Les Commandos passent à l'attaque (Darby's Rangers) de William Wellman : Tony Sutherland
- 1958 : Juvenile Jungle de William Witney : Hal McQueen
- 1958 : Traquenard (Party Girl) de Nicholas Ray : Cookie La Motte
- 1960 : Propriété privée (Private Property) de Leslie Stevens : Duke
- 1960 : L'homme qui a trop parlé (Key Witness) de Phil Karlson : Le magicien
- 1962 : Doux oiseau de jeunesse (Sweet Bird of Youth) de Richard Brooks : Scotty
- 1962 : Les Liaisons coupables (The Chapman Report) de George Cukor : Wash Dillon
- 2004 : The Works de Gal Katzir : Mr M
- 2009 : Quarantined de Sean Stearley : Mr Eagle (voix)

#### Court métrage
- 1954 : A Time Out of War de Denis Sanders : Connor

#### Télévision

##### Séries télévisées
- 1954 : Medic : Sam
- 1955 : Histoires du siècle dernier (Stories of the Century) : Charles Ward
- 1955 : Letter to Loretta : Calvin
- 1956 : Studio 57 : Danny Fellman / Howie
- 1956 : Crusader : Martin
- 1956 : Alfred Hitchcock présente (Alfred Hitchcock Presents) : Gil Dalliford
- 1956 : Casablanca : Abdel
- 1956 : Telephone Time : Phil Samenian
- 1956 : The Millionaire : Dan Marshall
- 1956 : West Point : Plebe Robert Hamilton
- 1956 / 1958 : Studio One : Eddie Gilmer / Frankie
- 1958 : Gunsmoke : Ben Tennis
- 1958 : Trackdown : Tom Summers
- 1958 : Monsieur et Madame détective (The Thin Man) : Tony Gordon
- 1958 : Have Gun - Will Travel : Chuck Anderson
- 1958 : The Restless Gun : Art Hemper
- 1958 : State Trooper : Sigmund Kaye
- 1959 : Rawhide : Mel Mason
- 1959 : Behind Closed Doors : Von Egerstadt
- 1959 : Men Into Space : Lieutenant Johnny Baker
- 1959 : Lock Up : Tom Nelson
- 1960 : Dan Raven : Phil Burdick
- 1960 / 1962 : Perry Mason : Rennie Foster / Lester Menke
- 1961 : Intrigues à Hawaï (Hawaiian Eye) : Ken Grimes
- 1961 : Remous : Young
- 1961 : Les Aventuriers du Far West (Death Valley Days) : Hal Parsons
- 1961 : Bronco : Judd Ganger
- 1961 : The Rebel : Yancey Daggett
- 1961 : 87th Precinct : Ben Darcy
- 1961 : Lawman : Robert Lord
- 1962 / 1964 : Le Jeune Docteur Kildare (Dr Kildare) : Jerome Pine / Dr Pine
- 1963 : The Dakotas : Clen Biglow
- 1964 : Bonanza : Lieutenant Bower
- 1964 : Combat ! : Soldat Garrett
- 1965 : The Loner : Andrew Drake
- 1977 : Sergent Anderson (Police Woman) : Dave Gerard

### Réalisateur

#### Cinéma
- 1971 : Les aventures érotiques de Pinocchio (Pinocchio)
- 1977 : Un cocktail explosif (Thunder and Lightning)
- 1978 : Avalanche

#### Séries télévisées
- 1966 : Le Jeune Docteur Kildare (Dr Kildare) (4 épisodes)
- 1966 - 1971 : The Fisher Family (6 épisodes)
- 1969 : The New People (en) (3 épisodes)
- 1969 - 1970 : Mannix (saison 3, épisode 10 / saison 4, épisode 3)
- 1970 : Le grand Chaparral (The High Chaparral) (saison 1, épisode 22)
- 1970 : Matt Lincoln (saison 1, épisode 11)
- 1970 : Then Came Bronson (en) (saison 4, épisode 7)
- 1973 : Hawaï, police d'état (Hawaii Five-O) (saison 5, épisode 14 / saison 6, épisode 7)
- 1974 : Cannon (saison 4, épisode 7)
- 1974 : Les Rues de San Francisco (The Streets of San Francisco) (saison 3, épisodes 9 et 14)
- 1974 - 1975 : Barnaby Jones (3 épisodes)
- 1975 : Bronk (saison 1, épisodes 7 et 12)
- 1975 : L'aventure est au bout de la route (Movin' On) (saison 2, épisodes 1 et 8)
- 1975 : Kate McShane (en) (saison 1, épisode 6)
- 1976 : Sur la piste des Cheyennes (The Quest) (saison 1, épisode 3)
- 1976 - 1978 : Police Story (3 épisodes)
- 1976 - 1978 : Sergent Anderson (Police Woman) (6 épisodes)
- 1977 : Section contre-enquête (Most Wanted) (saison 1, épisodes 18 et 20)
- 1977 - 1978 : Quincy (Quincy M.E.) (4 épisodes)
- 1978 : Lou Grant (saison 2, épisode 4)
- 1978 : Lucan (saison 1, épisode 6)
- 1978 - 1979 : 200 dollars plus les frais (The Rockford Files) (3 épisodes)
- 1978 / 1985 - 1986 : Dallas (6 épisodes)
- 1979 : Trapper John, M.D. (saison 1, épisode 5)
- 1979 - 1980 : Stone (3 épisodes)
- 1980 : The Misadventures of Sheriff Lobo (saison 2, épisode 1)
- 1981 - 1983 : Simon et Simon (Simon & Simon) (3 épisodes)
- 1981 - 1984 : Capitaine Furillo (Hill Street Blues) (3 épisodes)
- 1982 : La Loi selon McClain (McClain's Law) (saison 1, épisodes 11 et 15)
- 1982 : Hooker (saison 2, épisode 11)
- 1982 : Chicago Story (saison 1, épisodes 5 et 11)
- 1982 - 1983 : Matt Houston (saison 1, épisodes 7 et 22)
- 1982 - 1987 : Capitol (1236 épisodes)
- 1983 : Les Petits Génies (Whiz Kids) (3 épisodes)
- 1983 : Matthew Star (The Powers of Matthew Star) (saison 1, épisode 14)
- 1983 : Tucker's Witch (saison 1, épisodes 9 et 11)
- 1983 - 1984 : The Paper Cases (5 épisodes)
- 1984 : Arabesque (Murder, She Wrote) (saison 1, épisodes 1 et 2)
- 1984 : Jessie (saison 1, épisodes 2 et 8)
- 1985 : Otherworld (en) (saison 1, épisode 7)
- 1985 : Opération Foxfire (en) (Code Name: Foxfire) (saison 1, épisode 1)
- 1986 : Le Monde merveilleux de Disney (Walt Disney's Wonderful World of Color) (saison 30, épisode 9)
- 1987 : J.J. Starbuck (saison 1, épisode 1)
- 1987 : Magnum (saison 8, épisode 2)
- 1987 / 1989 : CBS Summer Playhouse (saison 1, épisode 12 / saison 3, épisode 9)
- 1987 / 1990 - 1991 / 1994 : Star Trek : La Nouvelle Génération (Star Trek: The Next Generation) (5 épisodes)
- 1988 : Sonny Spoon (saison 1, épisode 1)
- 1988 : Supercarrier (en) (saison 1, épisodes 2 et 6)
- 1988 - 1991 : Rick Hunter (13 épisodes)
- 1989 : Unsub (saison 1, épisode 1)
- 1991 : Les Nouvelles aventures de Lassie (en) (The New Lassie) (saison 2, épisode 5)
- 1993 - 1994 : Star Trek: Deep Space Nine (4 épisodes)
- 1994 : The Cosby Mysteries (en) (saison 1, épisodes 6 et 8)

#### Téléfilms
- 1971 : Enlèvement par procuration (See the Man Run)
- 1973 : Cry Rape
- 1975 : The Family Holvak (en)
- 1977 : Yesterday's Child
- 1979 : Exécutions sommaires (Stone)
- 1979 : The Man in the Santa Claus Suit (en)
- 1980 : The Return of Frank Cannon
- 1985 : Brass
- 1985 : Enquête à Beverly Hills (Beverly Hills Cowgirl Blues)
- 1986 : I-Man
- 1987 : The Last Fling (en)
- 1987 : Destination America
- 1988 : Le Flic et la chanteuse (en) (The Ann Jillian Story)
- 1993 : Fleurs d'angoisse (Moment of Truth: Stalking Back)
- 1994 : The Search (télévision)

### Scénariste
- 1971 : Les aventures érotiques de Pinocchio (Pinocchio)
- 1978 : Avalanche

### Producteur
- 1983 : Lost (en)